# Вишньоволоцький міський округ
Вишньоволоцький район (рос. Вышневолоцкий район) — муніципальний район у складі Тверської області Російської Федерації.
Адміністративний центр — Вишній Волочок.

## Адміністративний устрій
До складу району входять 1 міських та 14 сільських поселень:
1. Міське поселення — смт Красномайський
2. Борисовське сільське поселення
3. Горняцьке сільське поселення
4. Дятловське сільське поселення
5. Єсеновицьке сільське поселення
6. Зеленогорське сільське поселення
7. Княщинське сільське поселення
8. Коломенське сільське поселення
9. Лужниковське сільське поселення
10. Овсіщенське сільське поселення
11. Садове сільське поселення
12. Солнечне сільське поселення
13. Сорокінське сільське поселення
14. Терелесовське сільське поселення
15. Холохоленське сільське поселення